# Pittsfield (Vermont)
Pittsfield ist eine Town im Rutland County des Bundesstaates Vermont in den Vereinigten Staaten mit 504 Einwohnern (laut Volkszählung von 2020).

## Geografie

### Geografische Lage
Pittsfield liegt im Nordosten des Rutland Countys, in den Green Mountains. Das Gebiet der Town ist durchsetzt mit Hügeln und Tälern. Zwei Zuflüsse des White Rivers fließen durch die Town und treffen sich in der Nähe der Ansiedlung von Pittsfield. Die höchste Erhebung ist der Wilcox Peak mit 863 m Höhe.

### Nachbargemeinden
Alle Entfernungen sind als Luftlinien zwischen den offiziellen Koordinaten der Orte aus der Volkszählung 2010 angegeben.
- Norden: Rochester, 2,3 km
- Osten: Stockbridge, 8,6 km
- Süden: Killington, 7,6 km
- Westen: Chittenden, 7,8 km

### Klima
Die mittlere Durchschnittstemperatur in Pittsfield liegt zwischen −7,2 °C (19 °Fahrenheit) im Januar und 20,6 °C (69 °Fahrenheit) im Juli. Damit ist der Ort gegenüber dem langjährigen Mittel der USA um etwa 9 Grad kühler. Die Schneefälle zwischen Mitte Oktober und Mitte Mai liegen mit mehr als zwei Metern etwa doppelt so hoch wie die mittlere Schneehöhe in den USA. Die tägliche Sonnenscheindauer liegt am unteren Rand des Wertespektrums der USA, zwischen September und Mitte Dezember sogar deutlich darunter.

## Geschichte
Der Grant für Pittsfield wurde durch Thomas Chittenden am 8. November 1780 an Samuel Wilcox und 129 weiteren Siedlern vergeben. Beurkundet wurde das am 29. Juli 1781. Die Besiedlung begann 1786. Teile des Gebietes wurden in den Jahren 1806 und 1824 an Rochester und in den Jahren 1813 und 1822 an Stockbridge gegeben.

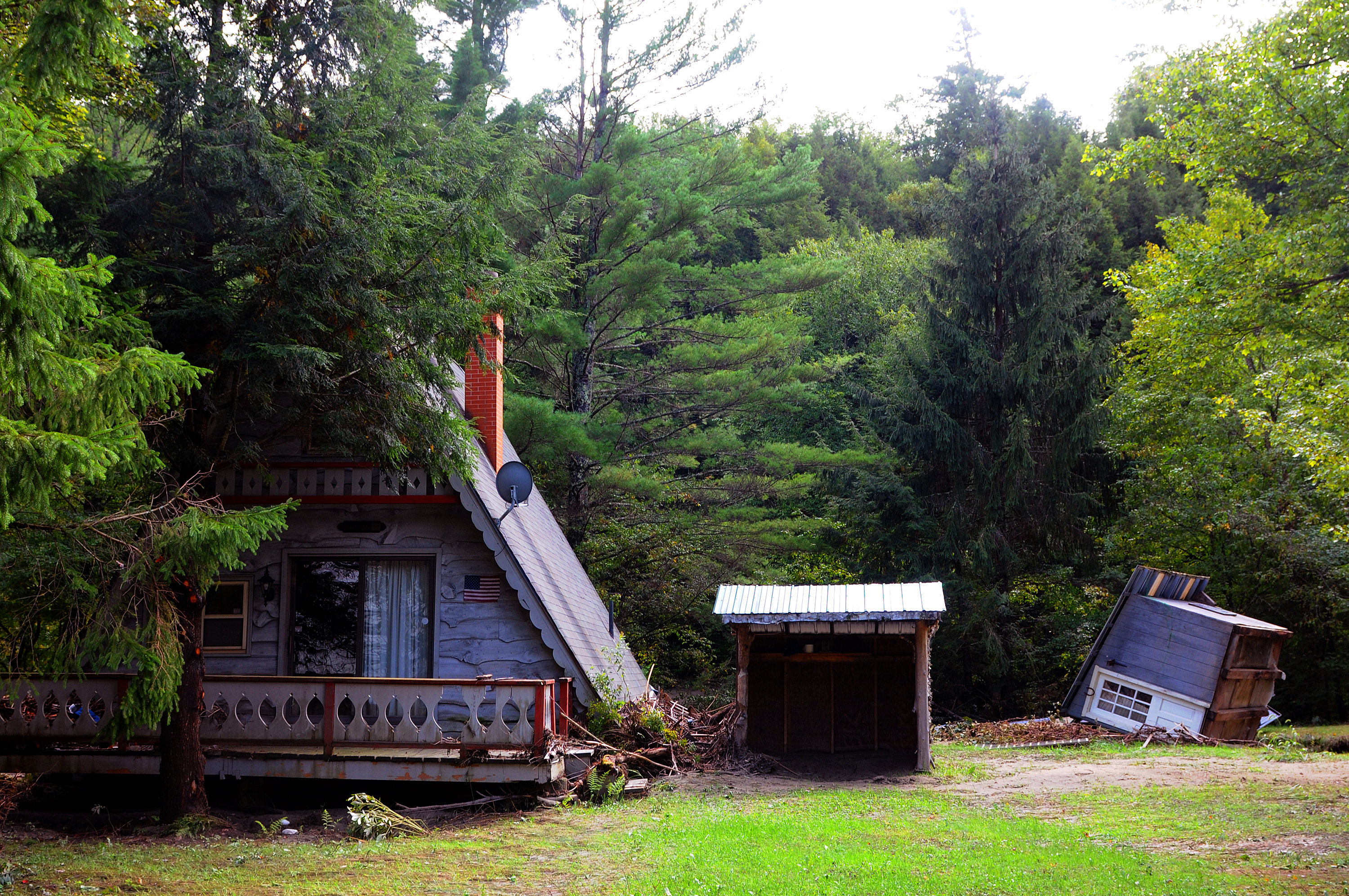
Zerstörung durch Hurrikan Irene

Zwei Zuflüsse des White Rivers treffen sich in Pittsfield und dies führte beim Hurrikan Irene zu großen Zerstörungen in Pittsfield. Pittsfield gehörte zu den am stärksten durch den Hurrikan beschädigten Gebieten in Vermont.

### Religionen
Die methodistische Kirche gründete 1805 und die Kongregationale Kirche 1803 eine Gemeinden in Pittsfield.

### Einwohnerentwicklung
| Volkszählungsergebnisse – Town of Pittsfield, Vermont | Volkszählungsergebnisse – Town of Pittsfield, Vermont | Volkszählungsergebnisse – Town of Pittsfield, Vermont | Volkszählungsergebnisse – Town of Pittsfield, Vermont | Volkszählungsergebnisse – Town of Pittsfield, Vermont | Volkszählungsergebnisse – Town of Pittsfield, Vermont | Volkszählungsergebnisse – Town of Pittsfield, Vermont | Volkszählungsergebnisse – Town of Pittsfield, Vermont | Volkszählungsergebnisse – Town of Pittsfield, Vermont | Volkszählungsergebnisse – Town of Pittsfield, Vermont | Volkszählungsergebnisse – Town of Pittsfield, Vermont |
| Jahr                                                  | 1700                                                  | 1710                                                  | 1720                                                  | 1730                                                  | 1740                                                  | 1750                                                  | 1760                                                  | 1770                                                  | 1780                                                  | 1790                                                  |
| ----------------------------------------------------- | ----------------------------------------------------- | ----------------------------------------------------- | ----------------------------------------------------- | ----------------------------------------------------- | ----------------------------------------------------- | ----------------------------------------------------- | ----------------------------------------------------- | ----------------------------------------------------- | ----------------------------------------------------- | ----------------------------------------------------- |
| Einwohner                                             |                                                       |                                                       |                                                       |                                                       |                                                       |                                                       |                                                       |                                                       |                                                       | 49                                                    |
| Jahr                                                  | 1800                                                  | 1810                                                  | 1820                                                  | 1830                                                  | 1840                                                  | 1850                                                  | 1860                                                  | 1870                                                  | 1880                                                  | 1890                                                  |
| Einwohner                                             | 164                                                   | 338                                                   | 453                                                   | 505                                                   | 615                                                   | 512                                                   | 493                                                   | 482                                                   | 555                                                   | 468                                                   |
| Jahr                                                  | 1900                                                  | 1910                                                  | 1920                                                  | 1930                                                  | 1940                                                  | 1950                                                  | 1960                                                  | 1970                                                  | 1980                                                  | 1990                                                  |
| Einwohner                                             | 435                                                   | 402                                                   | 343                                                   | 256                                                   | 259                                                   | 225                                                   | 254                                                   | 249                                                   | 396                                                   | 389                                                   |
| Jahr                                                  | 2000                                                  | 2010                                                  | 2020                                                  | 2030                                                  | 2040                                                  | 2050                                                  | 2060                                                  | 2070                                                  | 2080                                                  | 2090                                                  |
| Einwohner                                             | 427                                                   | 546                                                   | 504                                                   |                                                       |                                                       |                                                       |                                                       |                                                       |                                                       |                                                       |

## Wirtschaft und Infrastruktur

### Verkehr
Die Vermont State Route 100 verläuft in nord-südlicher Richtung entlang der östlichen Grenze der Town, von Rochester nach Killington und folgt zumeist dem Verlauf des White Rivers. Die White River Railroad (Vermont) führte mit einer Güterstrecke in eines der Täler von Pittsfield.

### Öffentliche Einrichtungen
In Pittsfield gibt es kein eigenes Krankenhaus. Das nächstgelegene Krankenhaus ist das Rutland Regional Medical Center in Rutland.

### Bildung
In Pittsfield gibt keine eigene Schule auf dem Gebiet der Town. Die nächstgelegenen Schulen befinden sich in Killington, Bethel und Chittenden.
Pittsfield hat eine eigene Bücherei, die Roger Clarks Memorial Library.

## Persönlichkeiten

### Persönlichkeiten, die vor Ort gewirkt haben
- Charles Herbert Joyce (1830–1916), Politiker